# Ісаєнко Микола Андрійович
Микола Андрійович Іса́єнко (народився 18 грудня 1915 в селі Лихачеві зараз Носівського району Чернігівської області — помер 20 листопада 1996) — Герой Радянського Союзу, танкіст.

## Освіта
- Ніжинський технікум механізації сільського господарства (1938)
- Полкова школа за місцем проходження служби (1944)
- Вища партійна школа при ЦК КП України (1950)

## Сім'я
- дружина (до шлюбу Довгаль) Феодора Павлівна (1919–2001).
- Донька — Людмила (1955) та онука Марина (1983) нині проживають у місті Чернігові.

## Військова кар'єра
У Радянській армії служив з 1938 по 1946 рік.
Брав участь у бойових діях радянсько-фінської війни (1939–1940). Воював із фашистськими загарбниками на фронтах Німецько-радянської війни (1941–1945) у складі Ленінградського фронту та третього і другого українських фронтів.
На початку війни займав посаду командира танка. Закінчив військову службу на посаді командира другої танкової роти 177 танкового полку, 64 механізованої бригади, 7 механізованого корпусу у званні старшого лейтенанта.
Був поранений на Ленінградському фронті 17 вересня 1941, тяжко поранений на 2 Українському фронті 15 квітня 1945.

## Цивільна кар'єра
До служби у Червоній армії працював на посаді техніка у МТС Носівського району, а після навчання у вищій партійній школі при ЦК КП України (1947–1950) — першим секретарем Менського райкому партії (1950–1960).
З 1961 року проживав у місті Чернігові. Працював на посадах — інструктора обкому комуністичної партії України, заступника начальника обласного управління сільського господарства, голови обласного комітету профспілки робітників і службовців сільського господарства і заготівель та на інших керівних посадах.
З 1986 року — пенсіонер.

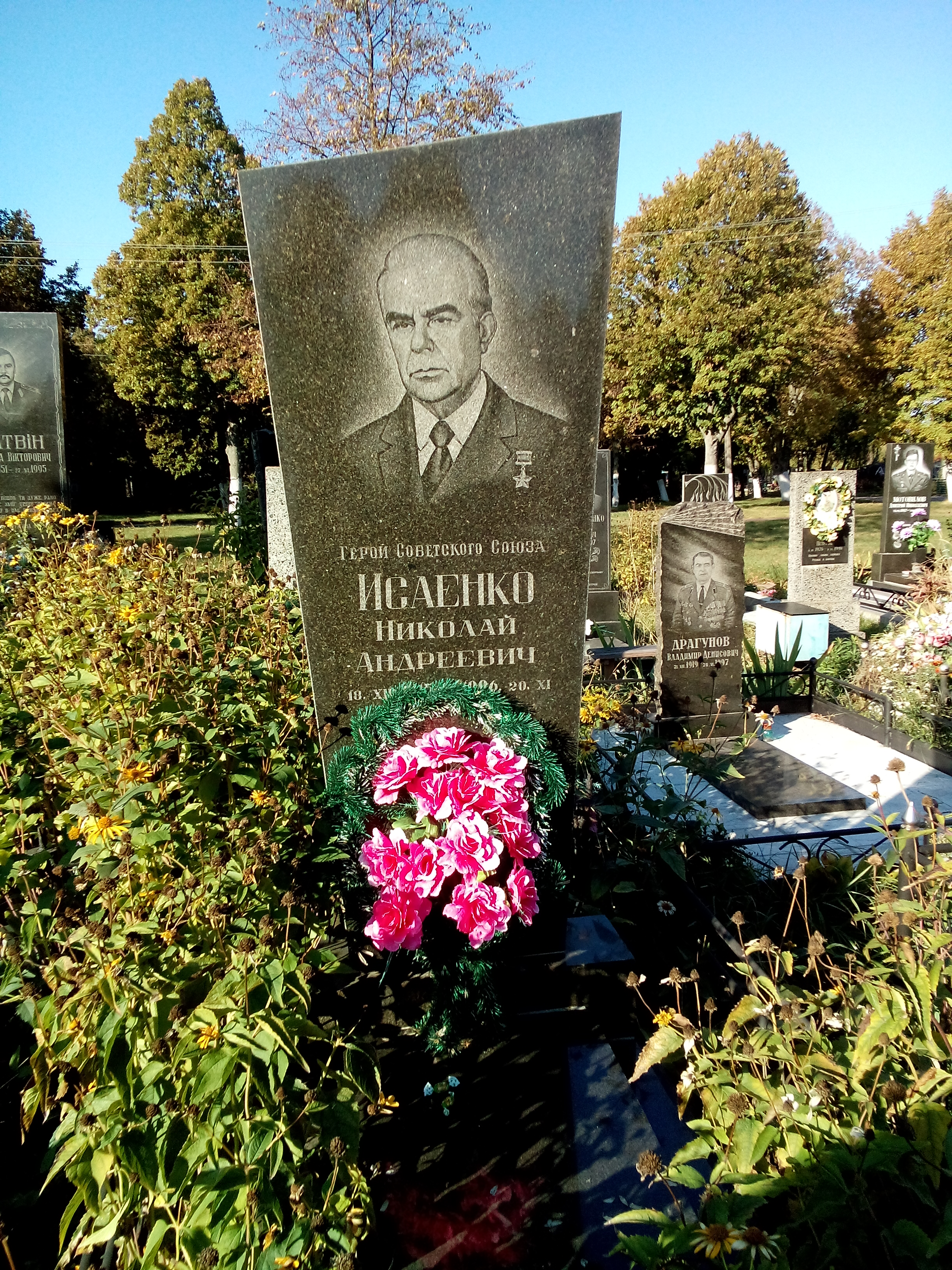
Могила Ісаєнка, вул. Кленова, 5, кладовище «Яцево», центральна алея, праворуч від входу

Похований у місті Чернігові на Яцевському цвинтарі.

## Нагороди
- орден Леніна;
- орден Червоного Прапора (15 травня 1945, наказ командувача БТМВ другого Українського фронту);
- орден Вітчизняної війни 1 і 2 ступенів (12 травня 1945, наказ 7МК 09/Н);
- орден Трудового Червоного Прапора;
- медаль За відвагу (21 вересня 1941, наказ першої танкової дивізії 09/H);
- медаль «За оборону Ленінграда»
- Звання Героя Радянського Союзу із врученням золотої зірки присвоєно Указом Президії Верховної Ради СРСР, від 15 травня 1946 року, № 6683 — за мужність та відвагу, проявлені при виконанні бойового завдання поблизу села Чейч, що у Чехословаччині